# Ronde van Groot-Brittannië 2024 (vrouwen)
De negende editie van de Ronde van Groot-Brittannië voor vrouwen (Engels: Lloyds Bank Tour of Britain Women, voorheen The Women's Tour) werd in 2024 verreden van 6 tot en met 9 juni. De rittenkoers werd georganiseerd in Groot-Brittannië en maakt deel uit van de UCI Women's World Tour 2024. De wedstrijd ging van start in Welshpool (Wales) en finishte in Manchester (Engeland). De Italiaanse Elisa Longo Borghini won de vorige editie in 2022. De wedstrijd werd in 2023 niet verreden vanwege organisatorische en financiële problemen. De editie van 2024 werd gewonnen door wereldkampioene Lotte Kopecky, zij won de eerste twee etappes en tevens het sprintklassement. Haar ploeggenote Lorena Wiebes won de derde etappe en hun ploeggenote Christine Majerus dacht de vierde etappe te winnen. Zij juichte echter te vroeg, waardoor ze op de streep werd gepasseerd door Ruby Roseman-Gannon. Twee maanden eerder overkwam Wiebes hetzelfde: zij juichte te vroeg in de Amstel Gold Race, waardoor Marianne Vos won.

## Deelnemende ploegen
Slechts vier van de veertien World-Tourploegen stonden aan de start, aangevuld met tien continentale ploegen en de Britse nationale selectie. In deze selectie zaten Lizzie Deignan, Elynor Bäckstedt (beide Lidl-Trek), Anna Henderson (Visma), Elinor Barker (Uno-X), Millie Couzens en Flora Perkins (beide Fenix-Deceuninck).
| UCI World Tour teams                                              | UCI Continental teams                                                                  | UCI Continental teams                                                                     | Nationale selectie  |
| ----------------------------------------------------------------- | -------------------------------------------------------------------------------------- | ----------------------------------------------------------------------------------------- | ------------------- |
| DSM-Firmenich PostNL Human Powered Health Liv AlUla Jayco SD Worx | Alba Development Cofidis DAS-Hutchinson - Brother UK Doltcini O'Shea Hess Cycling Team | Lifeplus Wahoo Pro-Noctis - 200° Coffee Saint Michel-Mavic-Auber 93 Torelli VolkerWessels | Verenigd Koninkrijk |

## Etappe-overzicht
| etappe | datum  | start      | finish             | profiel    | afstand  | winnaar             | klassementsleider |
| ------ | ------ | ---------- | ------------------ | ---------- | -------- | ------------------- | ----------------- |
| 1e     | 6 juni | Welshpool  | Llandudno          | Heuvelrit  | 142,4 km | Lotte Kopecky       | Lotte Kopecky     |
| 2e     | 7 juni | Wrexham    | Wrexham            | Heuvelrit  | 140,1 km | Lotte Kopecky       | Lotte Kopecky     |
| 3e     | 8 juni | Warrington | Warrington         | Vlakke rit | 106,8 km | Lorena Wiebes       | Lotte Kopecky     |
| 4e     | 9 juni | Manchester | Leigh (Manchester) | Heuvelrit  | 99,2 km  | Ruby Roseman-Gannon | Lotte Kopecky     |

## Etappes

### 1e etappe

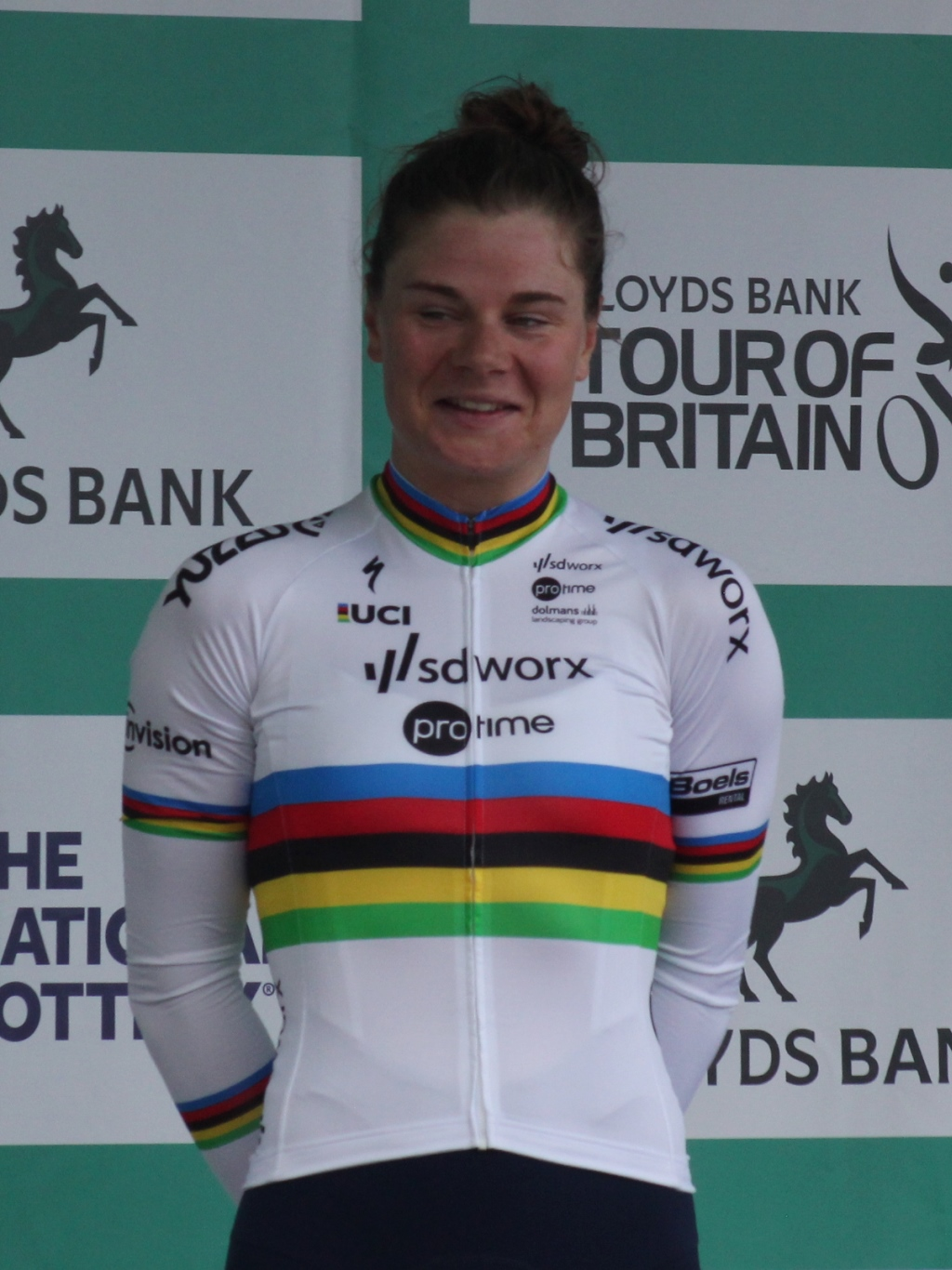
Wereldkampioene Kopecky won de eerste twee etappes.

6 juni 2024 — Welshpool naar Llandudno, 142,4 km
|    | Naam                | Team                          | Tijd     |
| -- | ------------------- | ----------------------------- | -------- |
| 1  | Lotte Kopecky       | SD Worx-Protime               | 4u04'18" |
| 2  | Letizia Paternoster | Liv AlUla Jayco               | z.t.     |
| 3  | Pfeiffer Georgi     | DSM-Firmenich PostNL          | z.t.     |
| 4  | Lizzie Deignan      | Britse selectie               | z.t.     |
| 5  | Eline Jansen        | VolkerWessels                 | z.t.     |
| 6  | Anna Henderson      | Britse selectie               | z.t.     |
| 7  | Victorie Guilman    | Saint Michel-Mavic-Auber 93   | z.t.     |
| 8  | Christine Majerus   | SD Worx-Protime               | z.t.     |
| 9  | Ruby Roseman-Gannon | Liv AlUla Jayco               | z.t.     |
| 10 | Lucy Lee            | DAS - Hutchinson - Brother UK | + 3'49"  |

|    | Naam                | Team                          | Tijd     |
| -- | ------------------- | ----------------------------- | -------- |
| 1  | Lotte Kopecky       | SD Worx-Protime               | 4u04'06" |
| 2  | Letizia Paternoster | Liv AlUla Jayco               | + 3"     |
| 3  | Pfeiffer Georgi     | DSM-Firmenich PostNL          | + 7"     |
| 4  | Lizzie Deignan      | Britse selectie               | + 12"    |
| 5  | Eline Jansen        | VolkerWessels                 | z.t.     |
| 6  | Anna Henderson      | Britse selectie               | z.t.     |
| 7  | Victorie Guilman    | Saint Michel-Mavic-Auber 93   | z.t.     |
| 8  | Christine Majerus   | SD Worx-Protime               | z.t.     |
| 9  | Ruby Roseman-Gannon | Liv AlUla Jayco               | z.t.     |
| 10 | Lucy Lee            | DAS - Hutchinson - Brother UK | + 4'01"  |

### 2e etappe

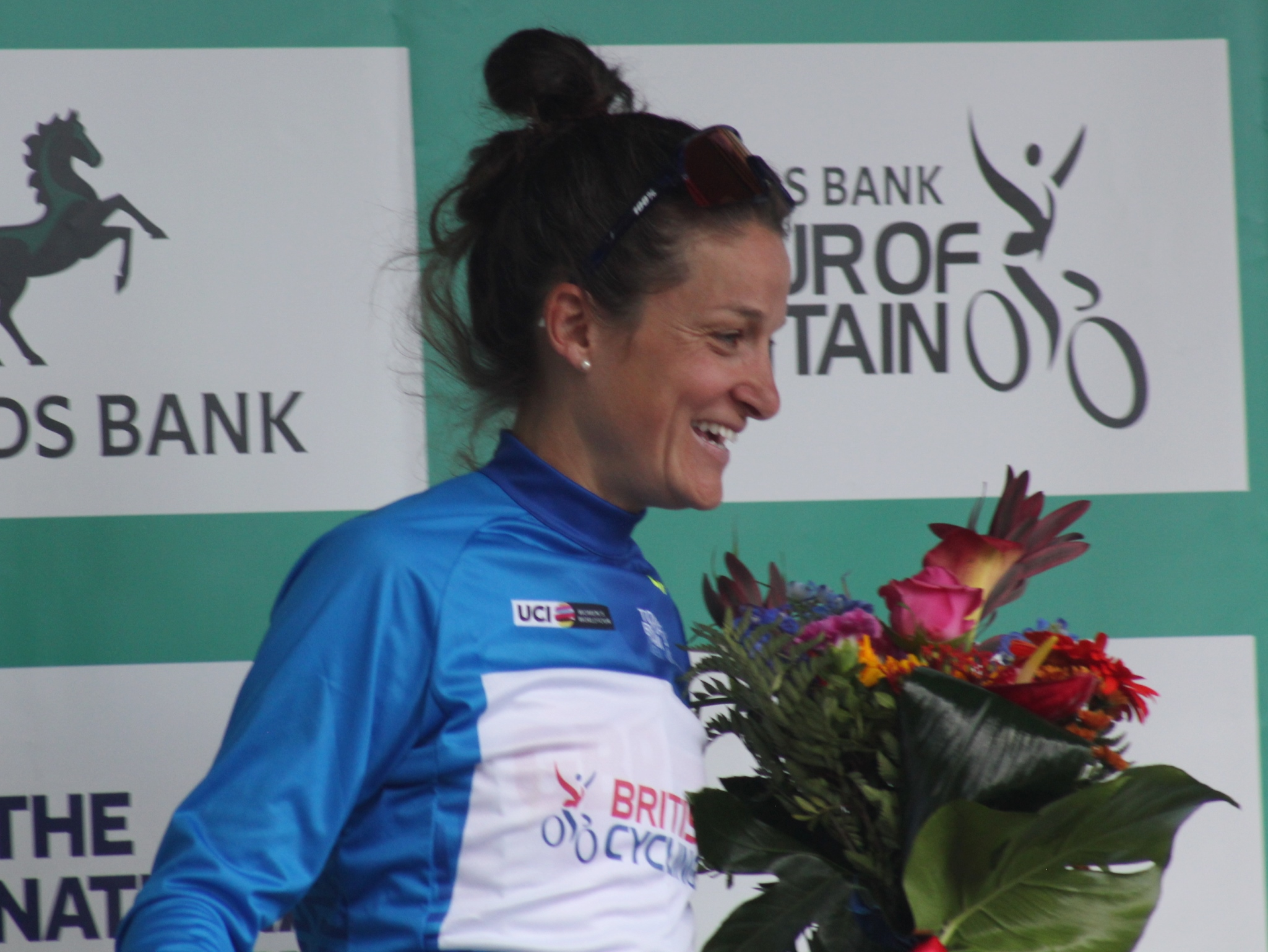
Deignan in de blauwe bergtrui.

7 juni 2024 — Wrexham naar Wrexham, 140,1 km
|    | Naam                  | Team                 | Tijd     |
| -- | --------------------- | -------------------- | -------- |
| 1  | Lotte Kopecky         | SD Worx-Protime      | 3u37'12" |
| 2  | Anna Henderson        | Britse selectie      | z.t.     |
| 3  | Lorena Wiebes         | SD Worx-Protime      | + 20"    |
| 4  | Letizia Paternoster   | Liv AlUla Jayco      | z.t.     |
| 5  | Pfeiffer Georgi       | DSM-Firmenich PostNL | z.t.     |
| 6  | Sarah Roy             | Cofidis              | z.t.     |
| 7  | Margot Vanpachtenbeke | VolkerWessels        | z.t.     |
| 8  | Josie Talbot          | Cofidis              | z.t.     |
| 9  | Lizzie Deignan        | Britse selectie      | z.t.     |
| 10 | Eline Jansen          | VolkerWessels        | z.t.     |

|    | Naam                | Team                        | Tijd     |
| -- | ------------------- | --------------------------- | -------- |
| 1  | Lotte Kopecky       | SD Worx-Protime             | 7u41'07" |
| 2  | Anna Henderson      | Britse selectie             | + 17"    |
| 3  | Letizia Paternoster | Liv AlUla Jayco             | + 34"    |
| 4  | Pfeiffer Georgi     | DSM-Firmenich PostNL        | + 38"    |
| 5  | Lizzie Deignan      | Britse selectie             | + 43"    |
| 6  | Eline Jansen        | VolkerWessels               | z.t.     |
| 7  | Victorie Guilman    | Saint Michel-Mavic-Auber 93 | z.t.     |
| 8  | Christine Majerus   | SD Worx-Protime             | z.t.     |
| 9  | Ruby Roseman-Gannon | Liv AlUla Jayco             | + 3'01"  |
| 10 | Lorena Wiebes       | SD Worx-Protime             | + 4'29"  |

### 3e etappe

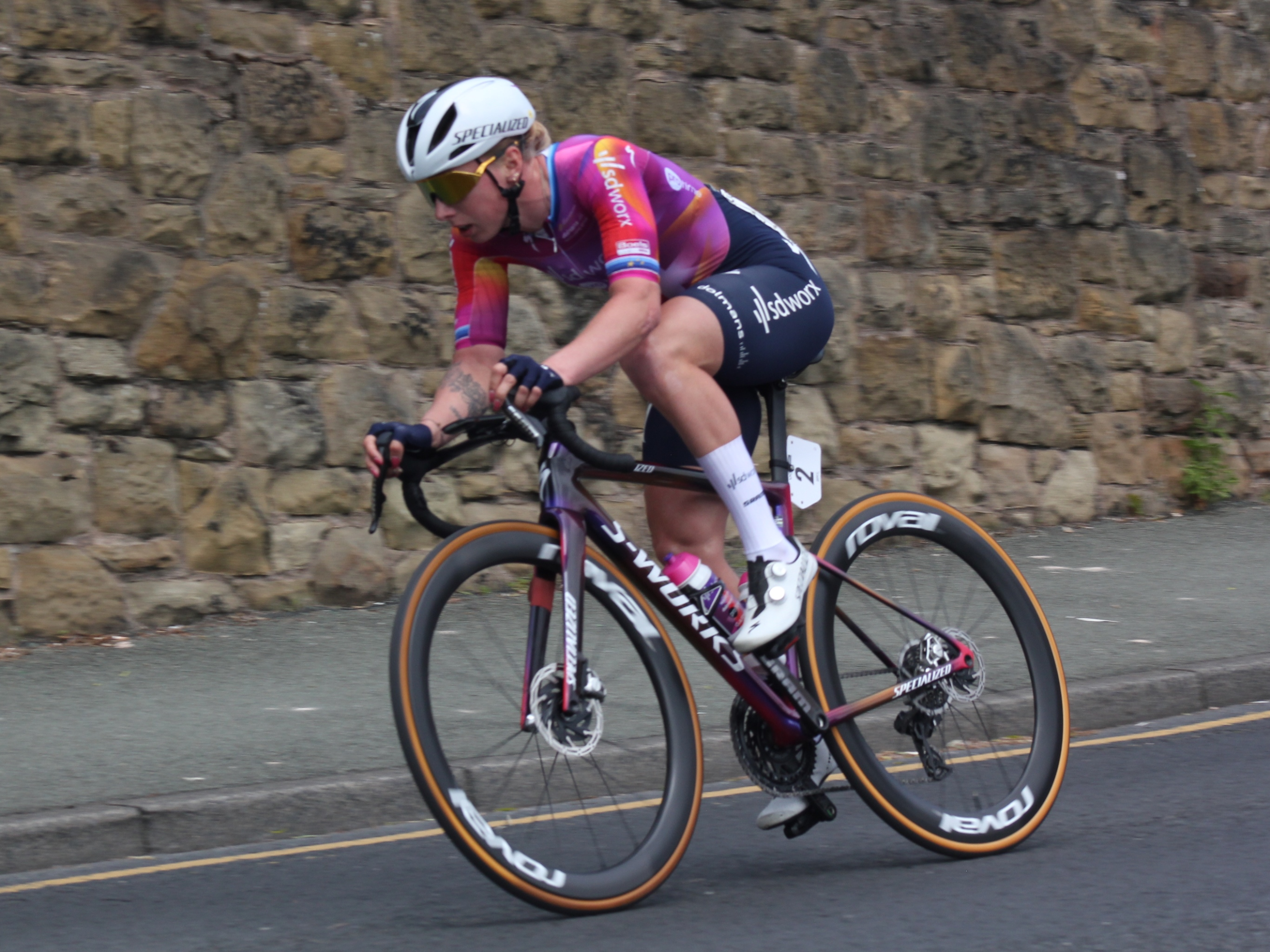
Wiebes won de derde etappe.

8 juni 2024 — Warrington naar Warrington, 106,8 km
|    | Naam                    | Team                        | Tijd     |
| -- | ----------------------- | --------------------------- | -------- |
| 1  | Lorena Wiebes           | SD Worx-Protime             | 2u44'42" |
| 2  | Charlotte Kool          | DSM-Firmenich PostNL        | z.t.     |
| 3  | Georgia Baker           | Liv AlUla Jayco             | z.t.     |
| 4  | Rachele Barbieri        | DSM-Firmenich PostNL        | z.t.     |
| 5  | Flora Perkins           | Britse selectie             | z.t.     |
| 6  | Marjolein van 't Geloof | Hess Cycling Team           | z.t.     |
| 7  | Lotte Kopecky           | SD Worx-Protime             | z.t.     |
| 8  | Letizia Paternoster     | Liv AlUla Jayco             | z.t.     |
| 9  | Roxane Fournier         | Saint Michel-Mavic-Auber 93 | z.t.     |
| 10 | Alicia González         | Lifeplus Wahoo              | z.t.     |

|    | Naam                | Team                        | Tijd      |
| -- | ------------------- | --------------------------- | --------- |
| 1  | Lotte Kopecky       | SD Worx-Protime             | 10u25'49" |
| 2  | Anna Henderson      | Britse selectie             | + 17"     |
| 3  | Letizia Paternoster | Liv AlUla Jayco             | + 32"     |
| 4  | Pfeiffer Georgi     | DSM-Firmenich PostNL        | + 38"     |
| 5  | Eline Jansen        | VolkerWessels               | + 43"     |
| 6  | Lizzie Deignan      | Britse selectie             | z.t.      |
| 7  | Christine Majerus   | SD Worx-Protime             | z.t.      |
| 8  | Victorie Guilman    | Saint Michel-Mavic-Auber 93 | z.t.      |
| 9  | Ruby Roseman-Gannon | Liv AlUla Jayco             | + 3'00"   |
| 10 | Lorena Wiebes       | SD Worx-Protime             | + 4'19"   |

### 4e etappe

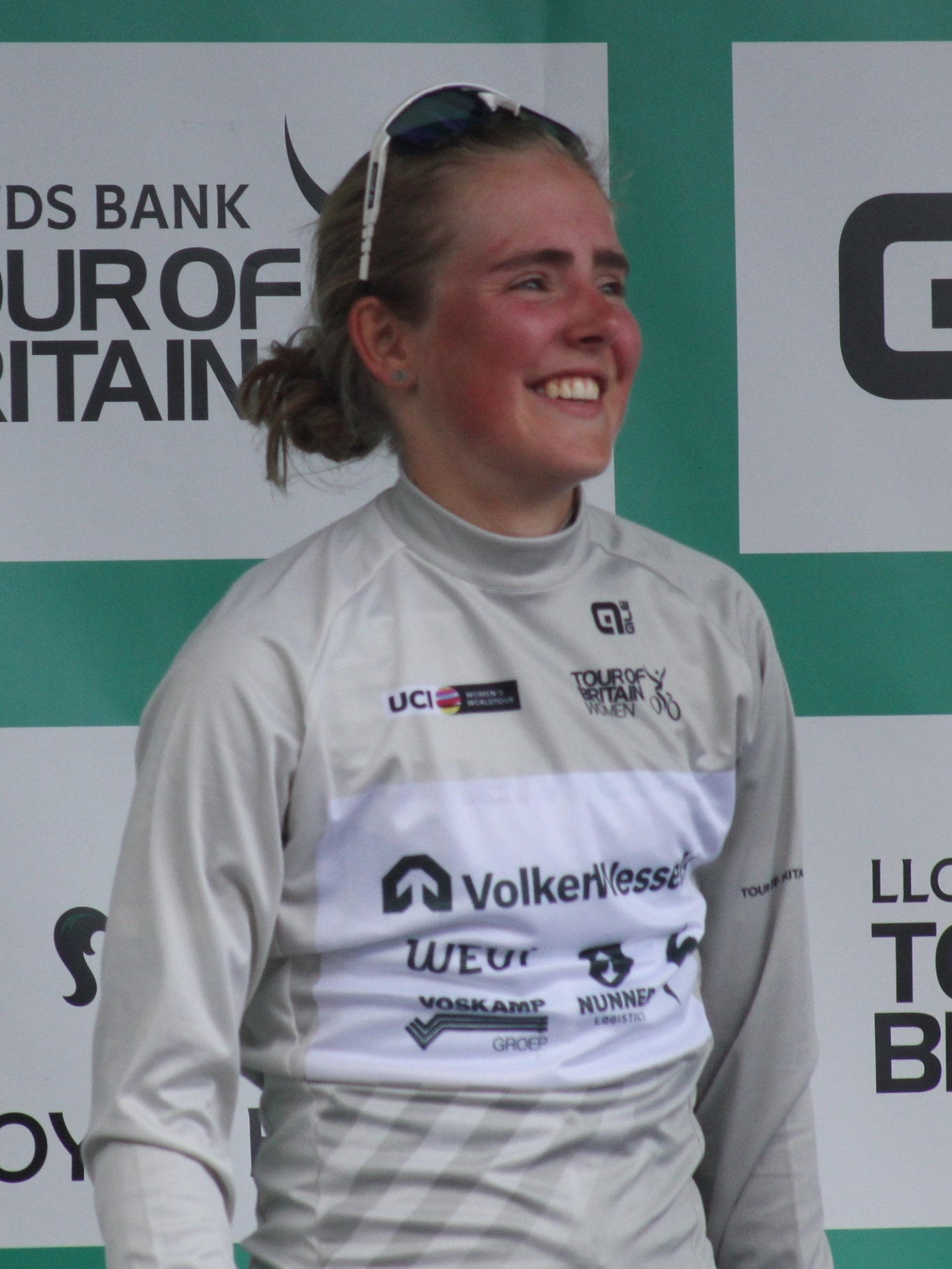
Jansen in de witte jongerentrui.

9 juni 2024 — Manchester naar Leigh (Greater Manchester), 99,2 km
|    | Naam                | Team                 | Tijd     |
| -- | ------------------- | -------------------- | -------- |
| 1  | Ruby Roseman-Gannon | Liv AlUla Jayco      | 2u37'51" |
| 2  | Christine Majerus   | SD Worx-Protime      | z.t.     |
| 3  | Lorena Wiebes       | SD Worx-Protime      | z.t.     |
| 4  | Lotte Kopecky       | SD Worx-Protime      | z.t.     |
| 5  | Eline Jansen        | VolkerWessels        | z.t.     |
| 6  | Pfeiffer Georgi     | DSM-Firmenich PostNL | z.t.     |
| 7  | Flora Perkins       | Britse selectie      | z.t.     |
| 8  | Elinor Barker       | Britse selectie      | z.t.     |
| 9  | Josie Talbot        | Cofidis              | z.t.     |
| 10 | Anna Henderson      | Britse selectie      | z.t.     |

|    | Naam                | Team                        | Tijd      |
| -- | ------------------- | --------------------------- | --------- |
| 1  | Lotte Kopecky       | SD Worx-Protime             | 13u03'40" |
| 2  | Anna Henderson      | Britse selectie             | + 17"     |
| 3  | Christine Majerus   | SD Worx-Protime             | + 34"     |
| 4  | Pfeiffer Georgi     | DSM-Firmenich PostNL        | + 38"     |
| 6  | Letizia Paternoster | Liv AlUla Jayco             | + 40"     |
| 6  | Eline Jansen        | VolkerWessels               | + 43"     |
| 7  | Lizzie Deignan      | Britse selectie             | + 46"     |
| 8  | Victorie Guilman    | Saint Michel-Mavic-Auber 93 | z.t.      |
| 9  | Ruby Roseman-Gannon | Liv AlUla Jayco             | + 2'50"   |
| 10 | Lorena Wiebes       | SD Worx-Protime             | + 4'14"   |

## Klassementenverloop
De groene trui wordt uitgereikt aan de rijdster met de laagste totaaltijd.
 De "Queen of the Mountains" (Bergkoningin) trui wordt uitgereikt aan de rijdster met de meeste behaalde punten uit bergtop passages.
 De witte trui wordt uitgereikt aan de rijdster onder 23 jaar met de laagste totaaltijd.
 De rode trui wordt uitgereikt aan de rijdster met de meeste punten van de etappefinishes en tussensprints.
| Etappe      | Winnaar             | Algemeen klassement | Bergklassement | Jongerenklassement | Sprintklassement | Ploegenklassement |
| ----------- | ------------------- | ------------------- | -------------- | ------------------ | ---------------- | ----------------- |
| 1           | Lotte Kopecky       | Lotte Kopecky       | Lizzie Deignan | Eline Jansen       | Lotte Kopecky    | SD Worx-Protime   |
| 2           | Lotte Kopecky       | Lotte Kopecky       | Lizzie Deignan | Eline Jansen       | Lotte Kopecky    | SD Worx-Protime   |
| 3           | Lorena Wiebes       | Lotte Kopecky       | Lizzie Deignan | Eline Jansen       | Lotte Kopecky    | SD Worx-Protime   |
| 4           | Ruby Roseman-Gannon | Lotte Kopecky       | Lizzie Deignan | Eline Jansen       | Lotte Kopecky    | SD Worx-Protime   |
| Eindstanden | Eindstanden         | Lotte Kopecky       | Lizzie Deignan | Eline Jansen       | Lotte Kopecky    | SD Worx-Protime   |